# Onze-Lieve-Vrouw van Empelkapel
De Onze-Lieve-Vrouw van Empelkapel staat aan de Empelsedijk in Oud-Empel, gemeente 's-Hertogenbosch. De bouw van de mariakapel werd voltooid in november 2000 en staat op de plaats waar tot november 1944 de oude kerk van Empel stond, die toen werd verwoest door de Duitsers. De bouw van de kapel werd mede gefinancierd door onder andere Waterschap De Maaskant en de provincie Noord-Brabant. De kapel is ingewijd op 8 december 2000, op de herdenkingsdag van de Onbevlekte Ontvangenis van Maria.
De kapel heeft een aantal verwijzingen naar de geschiedenis. Een van de verwijzingen verwijst naar het Wonder van Empel in 1585. Tijdens de Tachtigjarige Oorlog konden ingesloten Spaanse soldaten aan de belegering van het Staatse leger ontkomen.